# Ruan Gregório Teixeira
Ruan Grégorio Teixeira (Rio de Janeiro, 29 maggio 1995) è un calciatore brasiliano, difensore dell'Atl. Goianiense.

## Caratteristiche tecniche
È un terzino destro.

## Carriera
Ha esordito fra i professionisti il 25 giugno 2016 con il Madureira disputando l'incontro di Série D vinto 1-0 contro il Novo Hamburgo.
Il 16 gennaio 2019 si è trasferito in MLS firmando per l'Orlando City.
Il 21 dicembre 2022 viene acquistato dal D.C. United.
Il 12 dicembre 2023 viene ceduto al CF Montréal nello scambio che visto Aaron Herrera andare al club della squadra capitolina.

## Statistiche
Statistiche aggiornate al 18 agosto 2019.

### Presenze e reti nei club
| Stagione         | Squadra          | Campionato       | Campionato | Campionato | Coppe nazionali | Coppe nazionali | Coppe nazionali | Coppe continentali | Coppe continentali | Coppe continentali | Altre coppe | Altre coppe | Altre coppe | Totale | Totale | Totale |
| Stagione         | Squadra          | Comp             | Pres       | Reti       | Comp            | Pres            | Reti            | Comp               | Pres               | Reti               | Comp        | Pres        | Reti        | Pres   | Reti   |        |
| ---------------- | ---------------- | ---------------- | ---------- | ---------- | --------------- | --------------- | --------------- | ------------------ | ------------------ | ------------------ | ----------- | ----------- | ----------- | ------ | ------ | ------ |
| 2016             | Madureira        | A/RJ+D           | 0+4        | 0          | CB              | 0               | 0               |                    | -                  | -                  |             | -           | -           | 4      | 0      |        |
| 2017             | Madureira        | A/RJ             | 8          | 0          | CB              | 0               | 0               |                    | -                  | -                  |             | -           | -           | 8      | 0      |        |
| Totale Madureira | Totale Madureira | Totale Madureira | 12         | 0          |                 | 0               | 0               |                    | -                  | -                  |             | -           | -           | 12     | 0      |        |
| 2017             | Boa Esporte      | M2/MG+B          | 0+25       | 0          | CB              | 0               | 0               |                    | -                  | -                  |             | -           | -           | 25     | 0      |        |
| 2018             | Internacional    | PD/RS+A          | 0+6        | 0          | CB              | 1               | 0               |                    | -                  | -                  |             | -           | -           | 7      | 0      |        |
| 2018             | Ponte Preta      | A1/SP+B          | 0+17       | 0          | CB              | 0               | 0               |                    | -                  | -                  |             | -           | -           | 17     | 0      |        |
| 2019             | Orlando City     | MLS              | 24         | 0          | USCup           | 3               | 0               |                    | -                  | -                  |             | -           | -           | 27     | 0      |        |
| Totale carriera  | Totale carriera  | Totale carriera  | 84         | 0          |                 | 4               | 0               |                    | -                  | -                  |             | -           | -           | 88     | 0      |        |

## Palmarès

### Club

#### Competizioni nazionali
- Lamar Hunt U.S. Open Cup: 1

Orlando City: 2022